# Алмату
Алмату  — название средневекового поселения, существовавшего на месте современного города Алма-Ата в X—XIV веках. Тем не менее в XV—XVI веках нашей эры остатки городища использовались как место стоянки тюркских кочевников, в результате смешения которых возникли современные казахи. Нынешний город Алматы появился вновь как военное укрепление Верное, основанное российскими казаками в 1854 году на правом берегу реки Большой Алматинки. Впоследствии вокруг укрепления появились Большая и Малая казачьи станицы, образовавшие город Верный. Расширяясь в западном и южном направлениях, город Верный, впоследствии Алма-Ата (Алматы), поглотил остатки древнего городища.

## Средневековые цивилизации бассейна рекиИли
По данным археологических раскопок, поселение Алмату возникло в период между VIII—XI вв. как один из пунктов международной торговли, через который проходил Великий шёлковый путь. В период развитого средневековья (XII—XIII) вв. оно превращается в крупный город. Причём к этому времени в урочище «Большой Алма-Аты» образовался целый кластер сельскохозяйственных и ремесленных поселений, которые активно изучаются современной наукой.

### Археологические раскопки
В 1938 г. на основе собранных артефактов и раскопок о существовании средневекового города заявил впервые советский краевед Б. Н. Дублицкий. Им был обнаружен большой дом, получивший название «Горный гигант» (каз. Қыратындағы Тау) с объёмом потолка 140×150 м, у северо-западной стены которого располагалась прямоугольная площадка (85×40 м). Он был огорожен стеной высотой 0,5—0,7 м с круглыми башнями по углам. Собранные на месте ботанического сада обломки посуды относятся к X—XII векам. Там же в 1969 году был обнаружен большой клад, происхождение которого покрыто тайной. Сосуды, найденные в кладе, относятся к XI—XII векам. Наибольший интерес представляет крупное городище, обнаруженное на месте Пограничного училища (современная Академия Пограничной службы КНБ Республики Казахстан). В 1979 году на территории училища археологи нашли серебряные чагатаидские дирхемы. На одной из монет выпуска 1271—1272 годов периода реформ Масуд-бека различалась и надпись о месте чеканки — Алмату. На основании этих данных российский востоковед и нумизмат В. Н. Настич высказал предположение о существовании в городе монетного двора. В 1980 году здесь обнаружили остатки средневековой кузнечной мастерской X—XI веков, остатки глиняной посуды, изделия из бронзы и железа.

## Хронология
- Тюрки 552-704 гг.
- Тюргеши704-756 гг.
- Карлуки 756-940 гг.
- Караханиды с 940—1125 гг.
- Каракитаи 1125—1212 гг.
- Найманы 1212-1224 гг.
- Монголы 1224—1269 гг.
- Чагатайский улус 1269—1340 гг.
- Могулистан с 1347—1462 гг.
- Казахское ханство 1462-1727 гг.
- Джунгары 1727—1755 гг.
- Империя Цин 1755-1867 гг.
- Российская империя 1867—1917 гг.
- Алаш 1917—1920 гг.
- Туркестан с 1920—1924 гг.
- Каз. ССР с 1936—1991 гг.

## Позднее средневековье
В XIII веке в результате междоусобных войн между кочевыми племенами экономика городов и городских поселений и земледельческая культура в целом оказались в бедственном положении. Непрерывные войны, набеги, постоянный набор уланов, джигитов, сарбазов, нукеров родовыми, клановыми, племенными лидерами — батырами (воеводами), мырзами (баринами), баями (боярами), ханами (князьями), совершенно опустошили доселе богатые земли. А монгольское вторжение завершило этот период. К началу XIV века оседлое земледелие на северном склоне Тянь-Шаня, равно как и городское хозяйство, прекратилось на несколько столетий.

Упоминание об этом можно найти у Бабура, на первой же странице его «Бабур-наме»:
… на севере хотя раньше и были такие города, как Алмалык, Алмату и Янги, название которого пишут в книгах Отрар, но теперь из-за [нашествий] моголов и узбеков они разрушены и там совсем не осталось населенных мест.